# (5892) Milesdavis
(5892) Milesdavis es un asteroide perteneciente a asteroides que cruzan la órbita de Marte descubierto el 23 de diciembre de 1981 por el equipo del Observatorio de la Montaña Púrpura desde el Observatorio de la Montaña Púrpura, Nankín (China).

## Designación y nombre
Designado provisionalmente como 1981 YS1. Fue nombrado Milesdavis en homenaje al trompetista Miles Dewey Davis, cuyo característica forma de hacer sonar la trompera trascendió la era del bebop y se mudó al cool, culminando con So What y el magistral álbum Kind of Blue de 1959 con John Coltrane y Bill Evans.

## Características orbitales
Milesdavis está situado a una distancia media del Sol de 2,384 ua, pudiendo alejarse hasta 3,104 ua y acercarse hasta 1,664 ua. Su excentricidad es 0,302 y la inclinación orbital 4,585 grados. Emplea 1345,02 días en completar una órbita alrededor del Sol.

## Características físicas
La magnitud absoluta de Milesdavis es 13,6. Tiene 3,71 km de diámetro y su albedo se estima en 0,411. Está asignado al tipo espectral S según la clasificación SMASSII.